# Лола Глаудини
Лола Глаудини (Њујорк; 24. новембар 1971) је америчка глумица. Најпознатија је по улози Ел Гринавеј у телевизијској серији Злочиначки умови на мрежи CBS, као и по улози Дебре Чичероне-Волдрап у серији Породица Сопрано (енгл. The Sopranos) на телевизији HBO.

## Рани живот
Лола Глаудини рођена је на Менхетну, у Њујорку. Њен отац, Роберт Глаудини, драмски је писац италијанског порекла, у чијој је драми The Poison Tree наступила у форуму Марк Тејпер у Лос Анђелесу. Њена мајка, Нина Дајан (девојачко Каплер) Розен, потиче из јеврејске породице и ради као списатељица и универзитетска предавачица у Калифорнији.
Глаудини је похађала Бард колеџ. Глумила је и у драми Demonology на сцени Марк Тејпер форума, за коју је добила награду Drama-Logue за најбољу глумицу.

## Каријера
Од 2001. до 2004. године, Лола Глаудини имала је повремену улогу у серији Породица Сопрано) на телевизији HBO, где је тумачила федералну агенткињу Дебру Чичероне-Волдрап. Године 2005. појављује се као редовна чланица глумачке поставе у серији Злочиначки умови на мрежи CBS, у улози Ел Гринавеј, али напушта серију почетком друге сезоне. Пре тих улога, играла је у серији Њујоршки плавци као Долорес Мајо, помоћницу у канцеларији зависну од хероина.
Гостовала је у бројним телевизијским серијама, укључујући The Good Guys, Краљ Квинса, Andy Richter Controls the Universe, Boomtown, Special Unit 2, Ред и закон: Злочиначке намере, Лас Вегас, Манк и Ургентни центар. Кратко се појављује и у филму Your Friends & Neighbors Нила Лабута.
У филму Invincible из 2006. године, Глаудини тумачи бившу супругу Винса Папалеа (којег игра Марк Волберг), која га у једној сцени грди због неуспеха у каријери и обавештава га да га оставља. У мини-серији Persons Unknown (2010) на телевизији NBC играла је лик Кет Даматo. Године 2011. глумила је уз Марка Хармона у оригиналном филму мреже USA, Certain Prey, адаптацији бестселера Џона Сендфорда.

## Приватни живот
Лола Глаудини живи у Лос Анђелесу са супругом, Стјуартом Ингландом, и њихова два сина.

## Филмографија

### Филмови
| Година | Назив                    | Улога                       | Напомене    |
| ------ | ------------------------ | --------------------------- | ----------- |
| 1996   | Without a Map            | Ана                         | [ 7 ]       |
| 1998   | Your Friends & Neighbors | Џеријева ученица            | [ 8 ]       |
| 2000   | Dave's Blind Date        | Жена                        | Кратак филм |
| 2000   | Down to You              | условно отпуштен затвореник | [ 10 ]      |
| 2000   | Groove                   | Лејла                       | [ 11 ]      |
| 2001   | Бели прах                | Рада                        | [ 12 ]      |
| 2003   | 7 Songs                  | Џози                        | [ 13 ]      |
| 2003   | Consequence              | Ева Круз                    | [ 14 ]      |
| 2006   | Invincible               | Шарон Папале                | [ 15 ]      |
| 2007   | The Diviner              | Жена                        | Кратак филм |
| 2007   | Drive-Thru               | Детективка Бренда Чејс      | [ 17 ]      |
| 2010   | Jack Goes Boating        | Италијанка                  | [ 18 ]      |
| 2014   | Да ли смо ми у шеми?     | Шерон                       | [ 19 ]      |
| 2020   | She's in Portland        | Елен                        | [ 20 ]      |

### Телевизија
| Година    | Назив                                    | Улога                         | Напомене                               |
| --------- | ---------------------------------------- | ----------------------------- | -------------------------------------- |
| 1996      | Њујоршки плавци                          | Карен Танос/Пати Бел          | 2 епизоде                              |
| 1997-1999 | Њујоршки плавци                          | Долорес Мајо                  | [ 21 ]                                 |
| 1997      | The Visitor                              | млада Констанс Мекартур       | 2 епизоде                              |
| 1999      | The Magnificent Seven                    | Марија                        | 2 епизоде                              |
| 2000      | Secret Agent Man                         | Хелга Деверо                  | Епизода: The Breach                    |
| 2000      | G vs E                                   | Шарлот Деван                  | Епизода: Underworld                    |
| 2001      | Special Unit 2                           | Изабел                        | Епизода: The Years                     |
| 2001–2004 | Породица Сопрано                         | Данијела/Дебра                | Понављајућа улога (сезоне 3–5)         |
| 2002      | The Random Years                         | Марго                         | Епизода: Men Behaving Sadly            |
| 2002      | Краљ Квинса                              | Марџи Колети                  | Епизода: Flame Resistant               |
| 2003      | Andy Richter Controls the Universe       | Ирина                         | Епизода: The Maid Man                  |
| 2003      | Boomtown                                 | Доминатрикс                   | Епизода: Home Invasion                 |
| 2003      | Манк                                     | Аријана Дакар                 | Епизода: Mr. Monk Goes to the Circus   |
| 2003–2004 | The Handler                              | Хедер                         | Главна улога                           |
| 2004      | Лас Вегас                                | Еј-Џеј Лаву                   | Епизода: New Orleans                   |
| 2004      | Taste                                    | Џизел                         | Телевизијски филм                      |
| 2005      | Crossing Jordan                          | Памела Брагман/Саманта Реј    | Епизода: A Stranger Among Us           |
| 2005      | Medical Investigation                    | Мередит Бек                   | Епизода: Survivor                      |
| 2005      | Ургентни центар                          | капетан Џен Витли             | Епизода: Here and There                |
| 2005–2006 | Злочиначки умови                         | Ел Гринавеј                   | Главна улога (сезоне 1–2)              |
| 2007      | Ред и закон: Злочиначке намере           | Лиен Бејкер                   | Епизода: Lonelyville                   |
| 2010      | The Good Guys                            | амерички маршал Џастин Морено | Епизода: Don't Tase Me, Bro            |
| 2010      | Persons Unknown                          | Кет Дамато                    | Главна улога                           |
| 2011      | Плава крв                                | Ана Вајаковски                | Епизода: Family Ties                   |
| 2011      | Certain Prey                             | Кармел Лоан                   | Телевизијски филм                      |
| 2012      | Ред и закон: Одељење за специјалне жртве | Вирџинија Пел                 | Епизода: Official Story                |
| 2012      | Криминалци у оделима                     | Ребека Рајан                  | Епизода: Neighborhood Watch            |
| 2012      | Стална мета                              | детективка Шери Лабланка      | Епизода: Flesh and Blood               |
| 2013      | Killer Reality                           | Барбара Гордон                | Телевизијски филм                      |
| 2014      | Касл                                     | Мерилин Сатон                 | Епизода: Limelight                     |
| 2014      | Unforgettable                            | Гвен Стајн                    | Епизода: True Identity                 |
| 2014–2015 | Освета                                   | Сузан Лејк                    | 2 епизоде                              |
| 2014      | Franklin & Bash                          | Фреди Силмас                  | Епизода: Spirits in the Material World |
| 2014      | A Christmas Kiss II                      | Миа                           | Телевизијски филм                      |
| 2015–2016 | Пространство                             | капетан Шадид                 | Понављајућа улога (1. сезона)          |
| 2016–2018 | Агенти Шилда                             | Поли Хинтон                   | 8 епизода                              |
| 2018      | The Brave                                | француска амбасадорка         | 1 епизода                              |
| 2018–2019 | Реј Донован                              | Анита Новак                   | Понављајућа улога, 10 епизода          |
| 2022      | Понуда                                   | Кандида Донадио               | Мини-серија, 1 епизода                 |
| 2022      | Ред и закон: Одељење за специјалне жртве | Лена Хес                      | Епизода: Controlled Burn               |